# Perovskia
Perovskia er en slægt med 2 arter, der er udbredt i Centralasien, det vestlige Kina, Afghanistan, Pakistan og Iran. Det er flerårige urter eller halvbuske med en opret eller opstigende vækstform. De enkelte blomster er 5-tallige og uregelmæssige med lysviolette kronblade. Frugterne er kapsler med mange frø.
| Beskrevne arter |

- Sølv-Perovskia (Perovskia atriplicifolia)

| Andre arter |

- Perovskia abrotanoides

## Note
1. ↑  GRIN: Species of Perovskia(engelsk)